# Ironman Lanzarote
El Ironman Lanzarote también conocido como Ironman Lanzarote Canarias, es un evento anual de triatlón de la modalidad Ironman (3,86 km natación, 180,2 km de ciclismo y 42,195 kilómetros carrera), que se disputa en Puerto del Carmen, Lanzarote en España.

## Historia
La prueba fue creada en 1992 por el Club La Santa en el municipio de Tinajo, Lanzarote.En esta edición participaron 148 atletas, de los cuales, 116 acabaron la carrera.
En 1993, la prueba se trasladó a Puerto del Carmen, donde actualmente se disputa la prueba.
La carrera se disputa a finales del mes de mayo y es una buena preparación física para Hawaii, ya que para muchos triatletas, es una de las pruebas más duras del mundo.

## Palmarés
| Año  | Primero                   | Segundo               | Tercero              |
| ---- | ------------------------- | --------------------- | -------------------- |
| 2017 | Bart Aernouts             | Alessandro Degasperi  | Jesse Thomas         |
| 2016 | Jesse Thomas              | Jan Frodeno           | David Mcnamee        |
| 2015 | Alessandro Degasperi      | Christian Kramer      | Mauro Baertsch       |
| 2014 | Romain Guillaume          | Miquel Blanchart      | Bert Jammaer         |
| 2013 | Faris Al Sultan           | Miquel Blanchart      | Kirill Kotsegarov    |
| 2012 | Victor Del Corral Morales | Stephen Bayliss       | Sérgio Marques       |
| 2011 | Timo Bracht               | Konstantin Bachor     | Esben Hovgaard       |
| 2010 | Eneko Llanos              | Bert Jammaer          | Maik Twelsiek        |
| 2009 | Bert Jammaer              | Stephan Vuckovic      | Olaf Sabatschus      |
| 2008 | Bert Jammaer              | Teemu Toivanen        | Ain-Alar Juhanson    |
| 2007 | Eneko Llanos              | Luc Van Lierde        | Stephan Vuckovic     |
| 2006 | Ain-Alar Juhanson         | Steffen Liebetrau     | Gerrit Schellens     |
| 2005 | Ain-Alar Juhanson         | Steffen Liebetrau     | Gerrit Schellens     |
| 2004 | René Rovera               | Steffen Liebetrau     | Felix Martinez-Rubio |
| 2003 | Thomas Hellriegel         | Kirill Litovtschenko  | Felix Martinez-Rubio |
| 2002 | Peter Sandvang            | Stefan Holzner        | Dirk Van Gossum      |
| 2001 | Christoph Mauch           | Kirill Litovtschenko  | Frank Heldoorn       |
| 2000 | Dirk Van Gossum           | Stefan Holzner        | Rainer Müller-Hörner |
| 1998 | Rolf Lautenbacher         | Matthew Belfield      | Eric Kappes          |
| 1997 | Peter Reid                | Frank Heldoorn        | Morten Fenger        |
| 1996 | Frank Heldoorn            | Pierre-Alain Frossard | Morten Fenger        |
| 1995 | Thomas Hellriegel         | Frank Heldoorn        | Bent Andersen        |
| 1994 | Frank Heldoorn            | Mark Koks             | Rik Van Tright       |
| 1993 | Ben van Zelst             | Frank Heldoorn        | John Knight          |
| 1992 | Ben van Zelst             | Jean Moureau          | Andrew MacMartin     |

| Año  | Primero                | Segundo             | Tercero             |  |
| 2017 | Lucy Charles           | Corinne Abraham     | Lucy Gossage        |  |
| 2016 | Tine Holst             | Alexandra Tondeur   | Lucy Charles        |  |
| 2015 | Diana Riesler          | Michaela Herlbauer  | Caroline Livesey    |  |
| 2014 | Lucy Gossage           | Susan Blatt         | Corinne Abraham     |  |
| 2012 | Michelle Vesterby      | Bella Bayliss       | Heleen bij de Vaate |  |
| 2011 | Rachel Joyce           | Natascha Badmann    | Karina Ottosen      |  |
| 2010 | Catriona Morrison      | Louise Collins      | Nicole Woysch       |  |
| 2009 | Bella Bayliss          | Rachel Joyce        | Michaela Giger      |  |
| 2008 | Bella Comerford        | Heleen bij de Vaate | Tara Norton         |  |
| 2007 | Tiina Boman            | Tara Norton         | Sione Jongstra      |  |
| 2006 | Karin Thürig           | Tiina Boman         | Heleen bij de Vaate |  |
| 2005 | Virginia Berasategui   | Andrea Brede        | Louisa Edmonston    |  |
| 2004 | Virginia Berasategui   | Gillian Bakker      | Sonja Tajsich       |  |
| 2003 | Maribel Blanco Velasco | Ute Schäfer         | Bella Comerford     |  |
| 2002 | Maribel Blanco Velasco | Gillian Bakker      | Lisbeth Kristensen  |  |
| 2001 | Laura Bieger           | Lena Wahlqvist      | Lisbeth Kristensen  |  |
| 2000 | Lena Wahlqvist         | Ariane Gutknecht    | Beth Zinkand        |  |
| 1998 | Melissa Spooner        | Wendy Ingraham      | Robyn Roocke        |  |
| 1997 | Paula Newby-Fraser     | Katinka Wiltenburg  | Karin Jorgensen     |  |
| 1996 | Katinka Wiltenburg     | Katja Schumacher    | Cora Vlot           |  |
| 1995 | Paula Newby-Fraser     | Katinka Wiltenburg  | Katja Schumacher    |  |
| 1994 | Paula Newby-Fraser     | Katinka Wiltenburg  | Ada Van Zwieten     |  |
| 1993 | Katinka Wiltenburg     | Paula Johnson       | Katja Mayer         |  |
| 1992 | Janine Daley           | Rachelle Roberts    | Charlotte Boving    |  |